# Pretraživanje i označavanje slika
Sustav za pretraživanje slika na računalu je računalni sustav za pregledavanje, pretraživanje i pronalaženje slika u digitalnom obliku iz velikih baza podataka slika. 
Najraširenija metoda je pretraživanje pomoću ključnih riječi, te označavanje pomoću metapodataka u obliku ključnih riječi ili opisa slike.
Sliku tom metodom možemo pronaći prema temi prikaza.
Ručno dodavanje ključnih riječi u obliku metapodataka oduzima mnogo vremena, odnosno vrlo je skupo, te je prisutan problem ne pronalaženja željene slike zbog sinonima, stoga mnoga su istraživanja u svrhu automatskog obilježavanja slika.

## Automatsko obilježavanje slika
Proces u kojemu računalni sistem automatski dodjeli metapodatke u obliku ključnih riječi digitalnoj slici. Ova metoda je metoda klasifikacije s brojem kalasa i pod-klasa kao vokabular. Sustav nudi opciju da korisnici tijekom svoje pretrage označuju rezultate s oznakama relevantno, ne relevantno ili neutralno, te tako oblikuju svoju ponovnu pretragu.

## CBIR (content-based image retrieval)
CBIR ( en:Content-based image retrieval ), poznat kao QBIC (query by image content)  ili CBVIR (content-based visual information retrieval) je aplikacija s gledišta 'sadržaja slike' na problem pretraživanja slika.
Bazirana je na tehnikama uspoređivanja sadržaja, odnosno na ono što računalo „vidi“ na slici.
Najčešće se pretraživanje odnosi na sličnost boja, tekstura i oblika iako ima i drugih metoda.

## Tehnike uspoređivanja sadržaja
Sličnost boja
Traženje slike na sličnosti boja je najčešća tehnika uspoređivanja sadržaja. Računalo uspoređuje slike prema histogramu boja na slici (vrijednost u pikselima) iako ima i drugih tehnika.
Sličnost teksture
Kod traženja slika prema teksturi računalo na slikama traži slične uzorke prema njihovom rasporedu u prostoru slike. 
Teksture su predstavljene u tekselima koji su grupirani u setove, ovisno o broju tekstura nađeno. 
Grupe teksela ne definiraju samo teksture već i gdje se one u slici nalaze.
Sličnost oblika
Pod oblikom ne mislimo na oblik slike, već na oblike na određenim dijelovima slike. 
Detekcija oblika često zahtijeva ljudsku intervenciju jer je teško segmentaciju slike automatizirati.

## Upit primjerom
Upit primjerom je tehnika upita u kojoj CBIR sistemu dajemo sliku primjera na kojoj će se temeljiti naša pretraga. 
Rezultati bi trebali imati zajedničke elemente sa slikom primjera. 
Postoje dvije opcije za dodavanje slike primjera CBIR sustavu:
1. Odabir slike najsličnije onome što tražimo iz slučajnog seta koji nam CBIR sustav nudi.
2. Korisnik nacrta grubu predodžbu onoga što traži (npr. skupinu boja ili oblike).

## Primjena CBIR-a
Moguća primjena CBIR-a je u filtriranju i zakonskom sustavu u svrhu identificiranja i cenzoriranja slika koje sadrže prikaz golog tijela pomoću tonova boje kože i oblika.

## Vanjske poveznice
- http://www.behold.cc/  Arhivirana inačica izvorne stranice od 1. svibnja 2008. (Wayback Machine) Primjer automatske anotacije slika
- http://www.alipr.com/  Arhivirana inačica izvorne stranice od 1. ožujka 2016. (Wayback Machine) Primjer automatske anotacije slika
- http://www.imgseek.net/  Content based image retreival
- http://www.anaktisi.net/  Arhivirana inačica izvorne stranice od 28. ožujka 2021. (Wayback Machine)  Content based image retreival